# Epirhyssa missionis
Epirhyssa missionis là một loài tò vò trong họ Ichneumonidae.